# Chalcosyrphus fortis
Chalcosyrphus fortis är en tvåvingeart som beskrevs av He och Chu 1995. Chalcosyrphus fortis ingår i släktet mulmblomflugor, och familjen blomflugor. Inga underarter finns listade i Catalogue of Life.